# Ben Watt
 (mars 2013).
Ben Watt, né le 6 décembre 1962 à Marylebone, Londres, est un musicien, compositeur, chanteur, DJ et producteur de musique britannique. Il est principalement connu pour sa participation au groupe Everything but the Girl en duo avec Tracey Thorn, sa femme.

## Biographie
Fils du musicien Tommy Watt (en), Ben Watt rencontre Tracey Thorn en 1981 à l'université de Hull. Ensemble, ils forment le groupe Everything but the Girl et publient, jusqu'en 1999, une dizaine d'albums studios ainsi que plusieurs compilations et remixes. Ils se font particulièrement connaître du grand public en 1995, quand leur titre Missing sorti en 1994 est remixé par Todd Terry.
Son album solo North Marine Drive paraît en 1983 sur le label Cherry Red. L'album est entre autres influencé par la musique folk et le jazz.
Dans les années 1990, les préoccupations musicales de Ben Watt s'orientent davantage vers la musique électronique, la lounge music et le trip hop. Il collabore par exemple avec le groupe Massive Attack, notamment sur l'album Protection.
Au début des années 2000, Tracey Thorn et Ben Watt se consacrent à leurs carrières respectives. Ben Watt crée et dirige dès lors son label de musique Buzzin' Fly Records, et participe aux mixages d'albums.

## Discographie

### Albums studio
- North Marine Drive (1983)
- Hendra (2014)
- Fever Dream (2016)
- Storm Damage (2020)

### Singles & EPs
- Cant (1981)
- Summer Into Winter EP (1982)
- Some Things Don't Matter (1983)
- Lone Cat (2003)
- A Stronger Man (2004)
- Outspoken Part 1 (2005)
- Buzzin' Fly Vol 2 EP (2005)
- We Are Silver EP (2007)
- Just A Blip (2007)
- Guinea Pig (2008)
- Storm Shelter (2021)

### Albums mixés par Ben Watt
- Lazy Dog Vol. 1, avec Jay Hannan (2000)
- Back To Mine, avec Tracey Thorn (2001)
- Lazy Dog Vol. 2, avec Jay Hannan (2002)
- Buzzin' Fly Vol 1 : Replenishing Music for the Modern Soul (2004)
- Buzzin' Fly Vol 2 : Replenishing Music for the Modern Soul (2005)
- Inthemix.06, avec Ivan Gough (2006)
- Buzzin' Fly Vol 3 (2006)
- Buzzin' Fly Vol 4 (2007)
- Buzzin' Fly Vol 5 : Golden Years in the Wilderness (2008)